# 冷湖镇
冷湖镇是中华人民共和国青海省海西蒙古族藏族自治州茫崖市下辖的一个镇，因境内呼通诺尔湖（源自蒙古语，意为寒冷的湖泊）而得名，中国重要矿区之一。原是冷湖行政委员会仅有的一个镇，2018年2月22日划入新设立的茫崖市。
冷湖位于青海与新疆和甘肃的交界地区，地处柴达木盆地西北边缘。该地东接大柴旦行政委员会，西接茫崖市花土沟镇，北连甘肃阿克塞哈萨克族自治县，西北连新疆巴音郭楞蒙古自治州若羌县，镇区海拔2700米，总面积1.8万平方公里，人口2.4万人（2007年）。
原为无人区，1954年发现石油后开始建设，1959年青海石油管理局迁至冷湖，1959年设立冷湖市，1964年降格为镇，1992年升级为行政委员会。冷湖气候恶劣，终年寒冷多风，少雨干旱，发育有大量雅丹地貌。经济以矿业为支柱，其中尤以石油开采为重要，另外还有芒硝、食盐、氯化钾和氯化锂等。2007年全区GDP4.8亿元人民币。

## 行政区划
冷湖镇下辖以下村级行政区划单位：
兴湖街社区。